# Jake Delhomme
Jake Christopher Delhomme (Breaux Bridge, 10 gennaio 1975) è un ex giocatore di football americano statunitense che ha militato nel ruolo di quarterback nella National Football League (NFL).

## Carriera universitaria
Ha giocato con i Louisiana-Lafayette Ragin' Cajuns squadra rappresentativa dell'università della Louisiana-Lafayette.

## Carriera professionistica

### New Orleans Saints
Al draft NFL 1997 non è stato selezionato ma poi è stato preso dai Saints dai rookie non scelti. Dopo i primi due anni senza mai scendere in campo e il suo passaggio transitorio prima negli Amsterdam Admirals  e poi nei Frankfurt Galaxy nella NFL Europe, nel 1999 ritorna nella NFL. Ha debuttato il 24 dicembre 1999 contro i Dallas Cowboys indossando la maglia numero 12.
Nelle stagioni successive scende in campo solamente altre 4 partite.

### Carolina Panthers

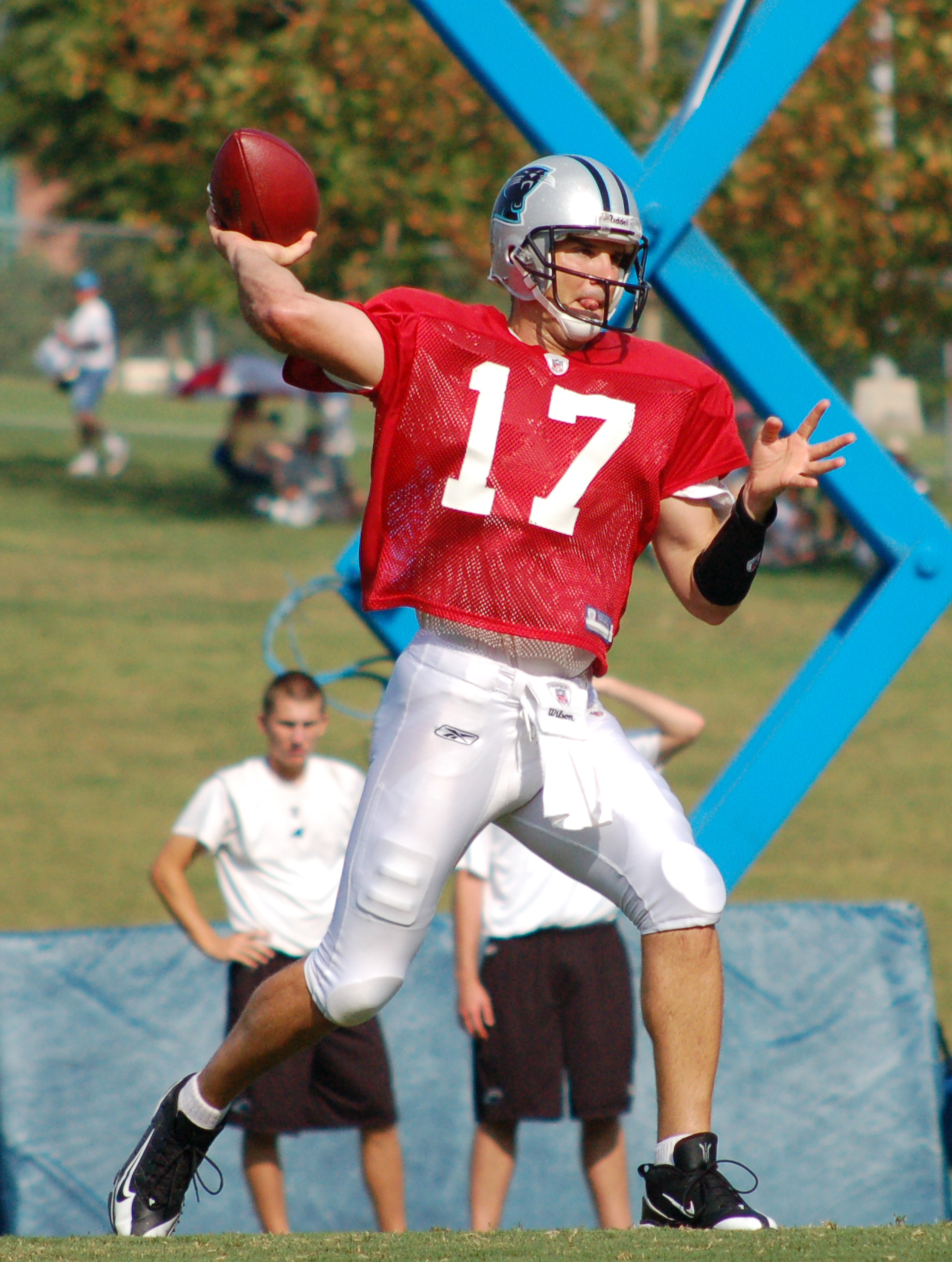
Jake Delhomme nel 2008

Con i Panthers Delhomme cambia numero di maglia, passado al 17. Nella prima stagione porta i Panthers fino al Super Bowl, perdendolo contro i New England Patriots.
Nelle stagioni successive migliora notevolmente le sue prestazioni e le sue statistiche personali e di squadra.
Nella stagione 2006 salta le sue prime 3 partite per un infortunio al pollice. Nella stagione successiva solamente dopo 3 partite si infortuna contro gli Atlanta Falcons al gomito. Questo infortunio gli costa tutta la stagione.
Il 23 aprile 2009 firma un contratto di 5 anni per un totale di 42,5 milioni di dollari di cui 20 garantiti. La stagione inizia molto male per Delhomme che viene sostituito subito nella prima partita. Durante le partite successive non riesce più a mantenere i risultati delle stagioni passate e nello scontro con i New York Jets si rompe un dito. A causa di questo infortunio il 24 dicembre 2009 viene messo sulla lista infortunati per la seconda volta nella sua carriera.
Il 5 marzo 2010 viene svincolato.

### Cleveland Browns
Il 13 marzo 2010 dopo esser diventato unrestricted free agent ha firmato un contratto di due anni con i Browns. Parte come quarterback titolare indossando sempre il numero 17. La sua stagione viene minata da due infortuni alla stessa caviglia che gli costano ben 11 partite. Il 28 luglio 2011 viene rilasciato.

### Houston Texans
Il 29 novembre 2011 firma con i Texans come quarterback di riserva del rookie T.J. Yates, giocando solamente una partita.

## Palmarès

### Franchigia
- National Football Conference Championship: 1

Carolina Panthers: 2003

### Individuale
- Convocazioni al Pro Bowl: 1

2005

## Statistiche
| Partite totali      | 103    |
| Partite da titolare | 96     |
| Yard lanciate       | 20.975 |
| Touchdown           | 126    |
| Intercetti subiti   | 101    |
| Passer rating       | 81,3   |